# Oswald Walters Brierly
Oswald Walters Brierly est un peintre maritime qui est né à Chester le 19 mai 1817 et décédé le 14 décembre 1894 à Londres. 

## Biographie
Il a étudié à l’académie de Henry Sass à Bloomsbury. En 1839, il expose d’abord à l’Académie Royale. En 1848, il se lance dans une exploration sur le HMS Rattlesnake dans la Grande Barrière de Corail et certaines parties de la Nouvelle-Guinée. Après s’être établi à Auckland de 1841 à 1851, et après être revenu de son tour dans le Pacifique sur l’HMS Meander, il accompagne Henry Keppel en 1854 durant ses opérations dans la Baltique, en Mer Noire et en Mer d'Azov. Par la suite, il publie des dessins d’incidents durant la guerre. Avec le duc d'Édimbourg, il s’embarque dans un voyage autour du monde entre 1867 et 1868 mais aussi avec le prince et la princesse du Pays de Galles dans leur voyage pour le Nil et la Crimée en 1868. Associé en 1872 et membre en 1880 de la société de Watercolour, il a fourni plusieurs scènes d’histoire navale lors de leurs expositions. Il devient ensuite le peintre de la Reine Victoria en 1874 et est finalement adoubé en 1885.